# Rapid Eye Movement (álbum)
Rapid Eye Movement es el tercer álbum de la banda polaca de metal progresivo Riverside, que constituye la tercera y última parte de la trilogía Reality Dream, que incluye además a los dos anteriores discos del grupo, Out of Myself y Second Life Syndrome. Rapid Eye Movement está dividido en dos partes: "Fearless" (canciones 1 a 5) y "Fearland" (canciones 6 a 9). Fue publicado el 9 de octubre de 2007 en el sello InsideOut Music en todo el mundo, aunque el 28 de septiembre ya había sido publicado en Polonia. No obstante, el álbum ya estaba disponible en internet en agosto de ese mismo año.

## Lista de canciones

### Fearless
1. "Beyond The Eyelids" - 7:56
2. "Rainbow Box" - 3:37
3. "02 Panic Room" - 5:29
4. "Schizophrenic Prayer" - 4:21
5. "Parasomnia" - 8:10

### Fearland
1. "Through The Other Side" - 4:06
2. "Embryonic" - 4:10
3. "Cybernetic Pillow" - 4:46
4. "Ultimate Trip" - 13:13

## Lista de canciones extra
1. "Behind The Eyelids" - 6:17
2. "Lucid Dream IV" - 4:32
3. "02 Panic Room (remix)" - 3:23
4. "Back To The River" - 6:28
5. "Rapid Eye Movement" - 12:39

## Personal
- Mariusz Duda - Voz, bajo y guitarra acústica
- Piotr Grudzinski - Guitarra
- Michal Lapaj - Teclados
- Piotr Kozieradzki - Batería

- Datos: Q2558748